# Seznam obcí ve Vorarlbersku
Toto je seznam obcí v rakouské spolkové zemi Vorarlbersko.

## Podrobnosti

Obecní hranice ve Vorarlbersku

Spolková země Vorarlbersko se skládá ze čtyř správních okresů, které spravují celkem 96 samostatných obcí. Obce a jejich názvy jsou právně definovány v příloze paragrafu č. 1 Vorarlberského zemského zákona o organizaci obecní správy.
V celé zemi má trvalý pobyt 401 607 obyvatel. Krom toho zde také žije asi 28 000 lidí s přechodným pobytem. Při rozloze spolkové země čítající 2 601,67 kilometry čtvereční to vede k hustotě osídlení kolem 154 obyvatel na km².
Kromě hlavního rakouského města Vídně, která je také samostatnou spolkovou zemí, je Vorarlbersko rakouskou spolkovou zemí s nejmenším počtem nezávislých politických obcí. Z 96 obcí ve Vorarlbersku má pět z nich městská práva; čtyři z nich jsou také hlavní města čtyř správních okresů Vorarlberska. Bregenz je jak hlavním městem země Vorarlbersko, tak hlavním městem okresu Bregenz. V zemi se dále nachází dvanáct trhových obcí (městysů), včetně Lustenau, nejlidnatějšího městysu Rakouska. Vorarlbersko je jedinou rakouskou spolkovou zemí, která nemá žádné statutární město, tedy město, které je zároveň správním obvodem.
Největší obec ve Vorarlbersku z hlediska počtu obyvatel je okresní město Dornbirn s 50 333 obyvateli. Naopak nejmenší je obec Dünserberg se 141 obyvateli. Největší obcí z hlediska rozlohy je Gaschurn v horní části regionu Montafon s plochou 176,78 km². Obec s nejmenší rozlohou je Röns s pouhými 1,45 km².

## Regiony
Ve Vorarlbersku se pro různé regiony obecně používají specifická označení. Ta vycházejí zejména z geografických a topografických aspektů zemské správy a objasňují tak regionální souvislosti ve Vorarlbersku. V tomto seznamu jsou zahrnuta následující označení nejdůležitějších regionů Vorarlberska, ve kterých obce leží:
- (Vorarlberské) údolí Rýna
- Laternsertal (boční údolí Rýnského údolí)
- Leiblachtal (u Bodamského jezera)
- Bregenzský les
- Walgau (s údolím Brandnertal)
- Großes Walsertal
- Klostertal
- Montafon (poslední tři boční údolí Walgau)
- Kleines Walsertal
- Arlberský průsmyk

Kromě příslušnosti k Bregenzskému lesu se občas území obcí Schröcken a Warth označuje jako Hochtannberg.
Některé z výše uvedených regionů překračují zemské i státní hranice. Region Arlberského průsmysku zasahuje i do sousední spolkové země Tyrolsko (okolí obce Sankt Anton am Arlberg), údolí Alpského Rýna je přeshraničním regionem rozkládajícím se i ve Švýcarsku a Lichtenštejnsku, Bodamské jezero se rozkládá také ve Švýcarsku a Německu a mnohá údolí Bregenzského lesa jsou propojena s bavorským regionem Allgäu.

## Seznam obcí ve Voralbersku
Údaje o počtu i hustotě obyvatelstva v tomto seznamu se vztahují k informacím Zemského statistického úřadu Zemské vlády ve Vorarlbersku a to k datu 1. ledna 2022. Započítány jsou pouze osoby s trvalým bydlištěm.
| Obec                    | Typ obce                                | Okres     | Poloha v rámci okresu | Oblast            | Počet obyv. | km²    | Obyv./ km² | Foto |
| ----------------------- | --------------------------------------- | --------- | --------------------- | ----------------- | ----------- | ------ | ---------- | ---- |
| Alberschwende           | Obec                                    | Bregenz   |                       | Bregenzský les    | 3209        | 21,15  | 152        |      |
| Altach                  | Obec                                    | Feldkirch |                       | Rýnské údolí      | 6932        | 5,36   | 1293       |      |
| Andelsbuch              | Obec                                    | Bregenz   |                       | Bregenzský les    | 2653        | 19,56  | 136        |      |
| Au                      | Obec                                    | Bregenz   |                       | Bregenzský les    | 1802        | 44,91  | 40         |      |
| Bartholomäberg          | Obec                                    | Bludenz   |                       | Montafon          | 2357        | 27,30  | 86         |      |
| Bezau                   | Městys                                  | Bregenz   |                       | Bregenzský les    | 2030        | 34,41  | 59         |      |
| Bildstein               | Obec                                    | Bregenz   |                       | Rýnské údolí      | 806         | 9,15   | 88         |      |
| Bizau                   | Obec                                    | Bregenz   |                       | Bregenzský les    | 1127        | 21,08  | 53         |      |
| Blons                   | Obec                                    | Bludenz   |                       | Großes Walsertal  | 339         | 14,87  | 23         |      |
| Bludenz                 | Město Okresní město                     | Bludenz   |                       | Walgau            | 14951       | 29,92  | 500        |      |
| Bludesch                | Obec                                    | Bludenz   |                       | Walgau            | 2541        | 7,59   | 335        |      |
| Brand                   | Obec                                    | Bludenz   |                       | Brandnertal       | 770         | 40,28  | 19         |      |
| Bregenz                 | Město Hlavní zemské město Okresní město | Bregenz   |                       | Rýnské údolí      | 29300       | 29,50  | 993        |      |
| Buch                    | Obec                                    | Bregenz   |                       | Rýnské údolí      | 591         | 6,15   | 96         |      |
| Bürs                    | Obec                                    | Bludenz   |                       | Walgau            | 3362        | 24,65  | 136        |      |
| Bürserberg              | Obec                                    | Bludenz   |                       | Brandnertal       | 560         | 13,73  | 41         |      |
| Dalaas                  | Obec                                    | Bludenz   |                       | Klostertal        | 1660        | 94,30  | 18         |      |
| Damüls                  | Obec                                    | Bregenz   |                       | Bregenzský les    | 332         | 20,91  | 16         |      |
| Doren                   | Obec                                    | Bregenz   |                       | Bregenzský les    | 1045        | 14,18  | 74         |      |
| Dornbirn                | Město Okresní město                     | Dornbirn  |                       | Rýnské údolí      | 50333       | 120,93 | 416        |      |
| Düns                    | Obec                                    | Feldkirch |                       | Walgau            | 427         | 3,46   | 124        |      |
| Dünserberg              | Obec                                    | Feldkirch |                       | Walgau            | 141         | 5,55   | 25         |      |
| Egg                     | Městys                                  | Bregenz   |                       | Bregenzský les    | 3638        | 65,37  | 56         |      |
| Eichenberg              | Obec                                    | Bregenz   |                       | Leiblachtal       | 413         | 11,59  | 36         |      |
| Feldkirch               | Město Okresní město                     | Feldkirch |                       | Rýnské údolí      | 34987       | 34,34  | 1019       |      |
| Fontanella              | Obec                                    | Bludenz   |                       | Großes Walsertal  | 460         | 31,24  | 15         |      |
| Frastanz                | Městys                                  | Feldkirch |                       | Walgau            | 6593        | 32,30  | 204        |      |
| Fraxern                 | Obec                                    | Feldkirch |                       | Walgau            | 728         | 8,87   | 82         |      |
| Fußach                  | Obec                                    | Bregenz   |                       | Rýnské údolí      | 3925        | 11,50  | 341        |      |
| Gaißau                  | Obec                                    | Bregenz   |                       | Rýnské údolí      | 1897        | 5,32   | 356        |      |
| Gaschurn                | Obec                                    | Bludenz   |                       | Montafon          | 1462        | 176,78 | 8,3        |      |
| Göfis                   | Obec                                    | Feldkirch |                       | Walgau            | 3329        | 9,07   | 367        |      |
| Götzis                  | Městys                                  | Feldkirch |                       | Rýnské údolí      | 11918       | 14,64  | 814        |      |
| Hard                    | Městys                                  | Bregenz   |                       | Rýnské údolí      | 13792       | 17,46  | 790        |      |
| Hittisau                | Obec                                    | Bregenz   |                       | Bregenzský les    | 2064        | 46,68  | 44         |      |
| Höchst                  | Obec                                    | Bregenz   |                       | Rýnské údolí      | 8247        | 20,16  | 409        |      |
| Hörbranz                | Městys                                  | Bregenz   |                       | Leiblachtal       | 6631        | 8,74   | 759        |      |
| Hohenems                | Město                                   | Dornbirn  |                       | Rýnské údolí      | 16946       | 29,17  | 518        |      |
| Hohenweiler             | Obec                                    | Bregenz   |                       | Leiblachtal       | 1352        | 8,45   | 160        |      |
| Innerbraz               | Obec                                    | Bludenz   |                       | Klostertal        | 1027        | 19,97  | 51         |      |
| Kennelbach              | Obec                                    | Bregenz   |                       | Rýnské údolí      | 1839        | 3,20   | 576        |      |
| Klaus                   | Obec                                    | Feldkirch |                       | Rýnské údolí      | 3063        | 5,25   | 584        |      |
| Klösterle               | Obec                                    | Bludenz   |                       | Klostertal        | 659         | 62,31  | 11         |      |
| Koblach                 | Obec                                    | Feldkirch |                       | Rýnské údolí      | 4825        | 10,25  | 471        |      |
| Krumbach                | Obec                                    | Bregenz   |                       | Bregenzský les    | 1082        | 8,71   | 124        |      |
| Langen bei Bregenz      | Obec                                    | Bregenz   |                       | Rýnské údolí      | 1531        | 21,88  | 70         |      |
| Langenegg               | Obec                                    | Bregenz   |                       | Bregenzský les    | 1163        | 10,47  | 111        |      |
| Laterns                 | Obec                                    | Feldkirch |                       | Laternstal        | 687         | 43,79  | 16         |      |
| Lauterach               | Městys                                  | Bregenz   |                       | Rýnské údolí      | 10351       | 11,92  | 869        |      |
| Lech                    | Obec                                    | Bludenz   |                       | Arlberský průsmyk | 1603        | 90,03  | 18         |      |
| Lingenau                | Obec                                    | Bregenz   |                       | Bregenzský les    | 1557        | 6,89   | 226        |      |
| Lochau                  | Obec                                    | Bregenz   |                       | Leiblachtal       | 6422        | 10,27  | 626        |      |
| Lorüns                  | Obec                                    | Bludenz   |                       | Montafon          | 302         | 8,36   | 36         |      |
| Ludesch                 | Obec                                    | Bludenz   |                       | Walgau            | 3645        | 11,26  | 324        |      |
| Lustenau                | Městys                                  | Dornbirn  |                       | Rýnské údolí      | 23581       | 22,26  | 1059       |      |
| Mäder                   | Obec                                    | Feldkirch |                       | Rýnské údolí      | 4138        | 3,39   | 1222       |      |
| Meiningen               | Obec                                    | Feldkirch |                       | Rýnské údolí      | 2373        | 5,37   | 442        |      |
| Mellau                  | Obec                                    | Bregenz   |                       | Bregenzský les    | 1257        | 40,55  | 31         |      |
| Mittelberg              | Obec                                    | Bregenz   |                       | Bregenzský les    | 5132        | 96,82  | 53         |      |
| Möggers                 | Obec                                    | Bregenz   |                       | Leiblachtal       | 557         | 11,45  | 49         |      |
| Nenzing                 | Městys                                  | Bludenz   |                       | Walgau            | 6225        | 110,35 | 56         |      |
| Nüziders                | Obec                                    | Bludenz   |                       | Walgau            | 4939        | 22,10  | 224        |      |
| Raggal                  | Obec                                    | Bludenz   |                       | Großes Walsertal  | 882         | 41,69  | 21         |      |
| Rankweil                | Městys                                  | Feldkirch |                       | Rýnské údolí      | 12021       | 21,87  | 550        |      |
| Reuthe                  | Obec                                    | Bregenz   |                       | Bregenzský les    | 700         | 10,24  | 68         |      |
| Riefensberg             | Obec                                    | Bregenz   |                       | Bregenzský les    | 1063        | 14,85  | 72         |      |
| Röns                    | Obec                                    | Feldkirch |                       | Walgau            | 374         | 1,45   | 259        |      |
| Röthis                  | Obec                                    | Feldkirch |                       | Rýnské údolí      | 2163        | 2,73   | 793        |      |
| Sankt Anton im Montafon | Obec                                    | Bludenz   |                       | Montafon          | 689         | 3,42   | 201        |      |
| Sankt Gallenkirch       | Obec                                    | Bludenz   |                       | Montafon          | 2206        | 127,86 | 17         |      |
| Sankt Gerold            | Obec                                    | Bludenz   |                       | Großes Walsertal  | 403         | 12,58  | 32         |      |
| Satteins                | Obec                                    | Feldkirch |                       | Walgau            | 2717        | 12,70  | 214        |      |
| Schlins                 | Obec                                    | Feldkirch |                       | Walgau            | 2499        | 6,06   | 413        |      |
| Schnepfau               | Obec                                    | Bregenz   |                       | Bregenzský les    | 478         | 16,53  | 29         |      |
| Schnifis                | Obec                                    | Feldkirch |                       | Walgau            | 809         | 4,87   | 166        |      |
| Schoppernau             | Obec                                    | Bregenz   |                       | Bregenzský les    | 938         | 47,64  | 20         |      |
| Schröcken               | Obec                                    | Bregenz   |                       | Bregenzský les    | 210         | 23,43  | 9          |      |
| Schruns                 | Městys                                  | Bludenz   |                       | Montafon          | 3976        | 18,06  | 220        |      |
| Schwarzach              | Obec                                    | Bregenz   |                       | Rýnské údolí      | 3933        | 4,91   | 801        |      |
| Schwarzenberg           | Obec                                    | Bregenz   |                       | Bregenzský les    | 1840        | 25,76  | 71         |      |
| Sibratsgfäll            | Obec                                    | Bregenz   |                       | Bregenzský les    | 445         | 29,20  | 15         |      |
| Silbertal               | Obec                                    | Bludenz   |                       | Montafon          | 848         | 88,60  | 9,6        |      |
| Sonntag                 | Obec                                    | Bludenz   |                       | Großes Walsertal  | 635         | 81,59  | 7,8        |      |
| Stallehr                | Obec                                    | Bludenz   |                       | Montafon          | 271         | 1,64   | 165        |      |
| Sulz                    | Obec                                    | Feldkirch |                       | Rýnské údolí      | 2611        | 3,02   | 865        |      |
| Sulzberg                | Obec                                    | Bregenz   |                       | Bregenzský les    | 1856        | 23,05  | 81         |      |
| Thüringen               | Obec                                    | Bludenz   |                       | Walgau            | 2275        | 5,67   | 401        |      |
| Thüringerberg           | Obec                                    | Bludenz   |                       | Großes Walsertal  | 717         | 10,40  | 69         |      |
| Tschagguns              | Obec                                    | Bludenz   |                       | Montafon          | 2158        | 57,65  | 37         |      |
| Übersaxen               | Obec                                    | Feldkirch |                       | Rýnské údolí      | 620         | 5,76   | 108        |      |
| Vandans                 | Obec                                    | Bludenz   |                       | Montafon          | 2744        | 53,44  | 51         |      |
| Viktorsberg             | Obec                                    | Feldkirch |                       | Rýnské údolí      | 422         | 12,51  | 34         |      |
| Warth                   | Obec                                    | Bregenz   |                       | Bregenzský les    | 175         | 19,34  | 9,1        |      |
| Weiler                  | Obec                                    | Feldkirch |                       | Rýnské údolí      | 2242        | 3,08   | 727        |      |
| Wolfurt                 | Městys                                  | Bregenz   |                       | Rýnské údolí      | 8724        | 10,00  | 872        |      |
| Zwischenwasser          | Obec                                    | Feldkirch |                       | Rýnské údolí      | 3355        | 22,63  | 148        |      |

## Seznam bývalých obcí ve Voralbersku
Následující seznam obsahuje všechny nezávislé obce, které existovaly ve Vorarlbersku - nejdříve jako součásti Tyrolského hrabství, od roku 1896 jako samostatné korunní zemi, od roku 1918 jako spolkové zemi - a od té doby byly začleněny do jiných obcí.
V roce 1850 existovalo ve Vorarlbersku 104 politicky nezávislých obcí. Kromě toho existovaly také dvě obce se zvláštním statusem. Jednalo se o obec Nofels, což byla místní obec v rámci širší obce Tosters, a „židovská obec“ Hohenems, což byla politická personální obec v rámci územní obce Hohenems.
Na přelomu století v roce 1900 bylo ve Voralbersku 103 obcí, dvě obce se zvláštním statusem byly již tou dobou zrušeny.
| Název obce                    | Poznámka                                                                                             |
| ----------------------------- | --- |
| Altenstadt                    | Začleněna do Feldkirchu v roce 1925, dnes součást města Feldkirch                                    |
| Blumenegg                     | Název obce Thüringerberg od roku 1938 do roku 1939/40                                                |
| Bolgenach                     | Začleněna do Hittisau v roce 1938                                                                    |
| Ebnit                         | Začleněna do Dornbirnu v roce 1932                                                                   |
| Fluh                          | Začleněna do Bregenzu v roce 1938                                                                    |
| Hochkrumbach                  | V roce 1885 začleněna spolu s Warthem do obce Warth-Hochkrumbach; dnes součástí obce Warth           |
| „Židovská obec“ Hohenems      | V roce 1878 začleněna do města Hohenems                                                              |
| Nofels                        | Místní obec v rámci obce Tosters, dnes část města Feldkirch                                          |
| Oberlangenegg                 | V roce 1924 se spojila s obcí Unterlangenegg a vytvořila obec Langenegg                              |
| Rheinau                       | Vytvořena v roce 1938 sloučením obcí Fußach, Gaißau a Höchst; zrušena 31. prosince 1946              |
| Rieden                        | V roce 1911 se Kennelbach oddělil od obce Rieden, která byla v roce 1919 začleněna do města Bregenz. |
| Steußberg                     | Název obce Bildstein do roku 1857                                                                    |
| Thüringerberg (Kreis Bludenz) | Název obce Thüringerberg od roku 1939/40 do roku 1945                                                |
| Tisis                         | Začleněna do Feldkirchu v roce 1925, dnes část města Feldkirch                                       |
| Tosters                       | Začleněna do Feldkirchu v roce 1925, dnes část města Feldkirch                                       |
| Unterlangenegg                | V roce 1924 se spojil s obcí Oberlangenegg a vytvořila obec Langenegg                                |
| Warth-Hochkrumbach            | Vytvořena v roce 1885 sloučením obcí Warth a Hochkrumbach; v roce 1924 přejmenována na Warth         |